# Japan Cup (Pferderennen)

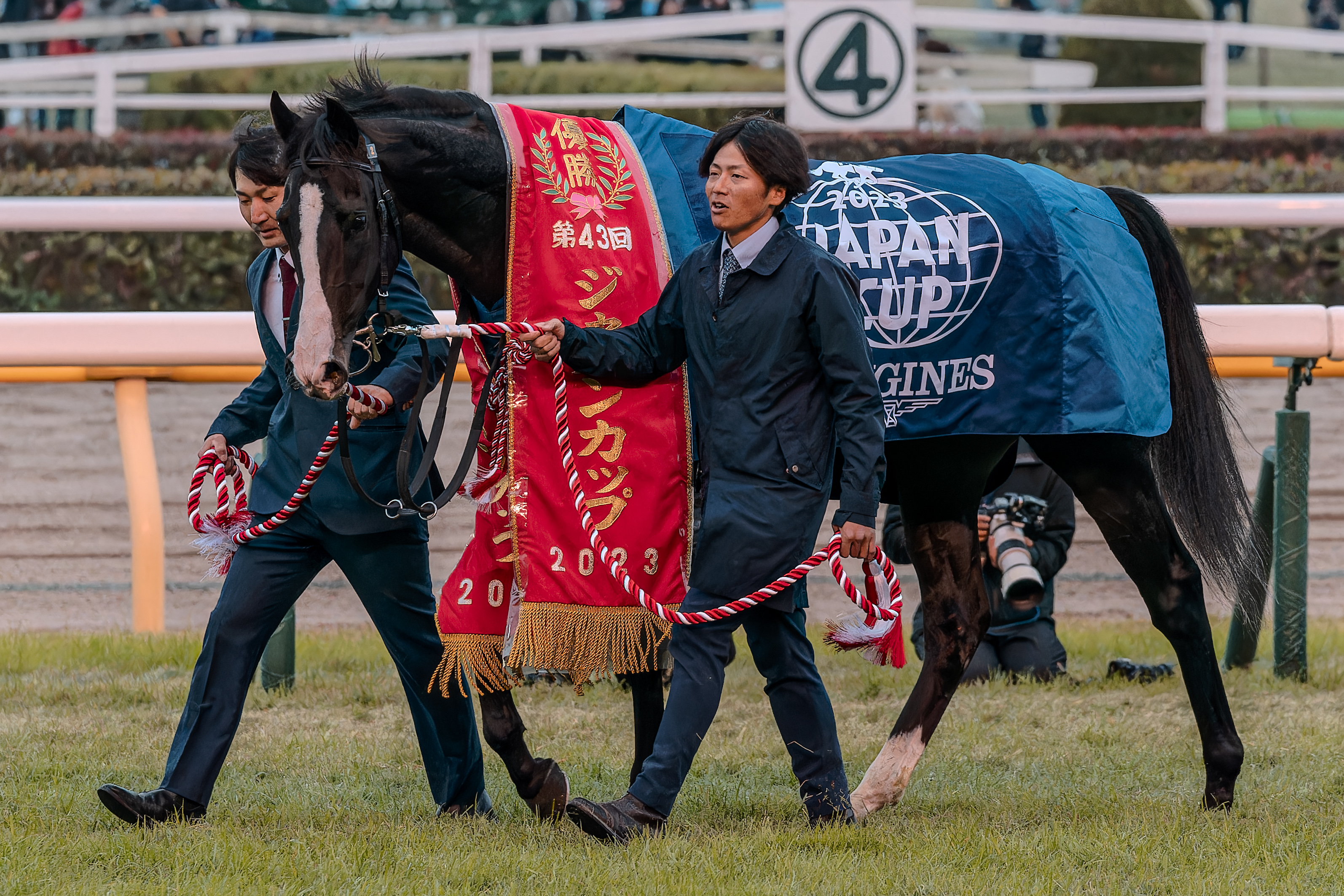
Equinox, Sieger im Japan Cup 2023 und bestes Rennpferd der Welt.

Der Japan Cup (jap. ジャパンカップ, japankappu) ist das renommierteste Galopprennen Asiens. Die Ausschüttung beträgt ¥1.085 Millionen Yen (ca. 7 Mio. $). Das ist weniger als bei anderen asiatischen Top-Rennen wie dem Dubai World Cup (12 Mio. $) und dem Saudi Cup (20 Mio. $) aber vergleichbar mit dem australischen Melbourne Cup (14 Mio. AS$) und etwas mehr als das mit 5 Mio. € dotierte lukrativste europäische Rennen, dem Prix de l’Arc de Triomphe.
An dem Gruppe I-Flachrennen sind 3-jährige und ältere Vollblüter startberechtigt. Der Japan Cup findet seit 1981 auf der Pferderennbahn Tokio in Fuchu, einer Vorstadt von Tokio in der Präfektur Tokio, über 2400 Meter auf Turf (Gras) statt. Ausrichter ist das Nippon Chūō Keibakai (engl. JRA).
1995 gewann als erstes und einziges deutsches Pferd, der Hengst Lando dieses Rennen.

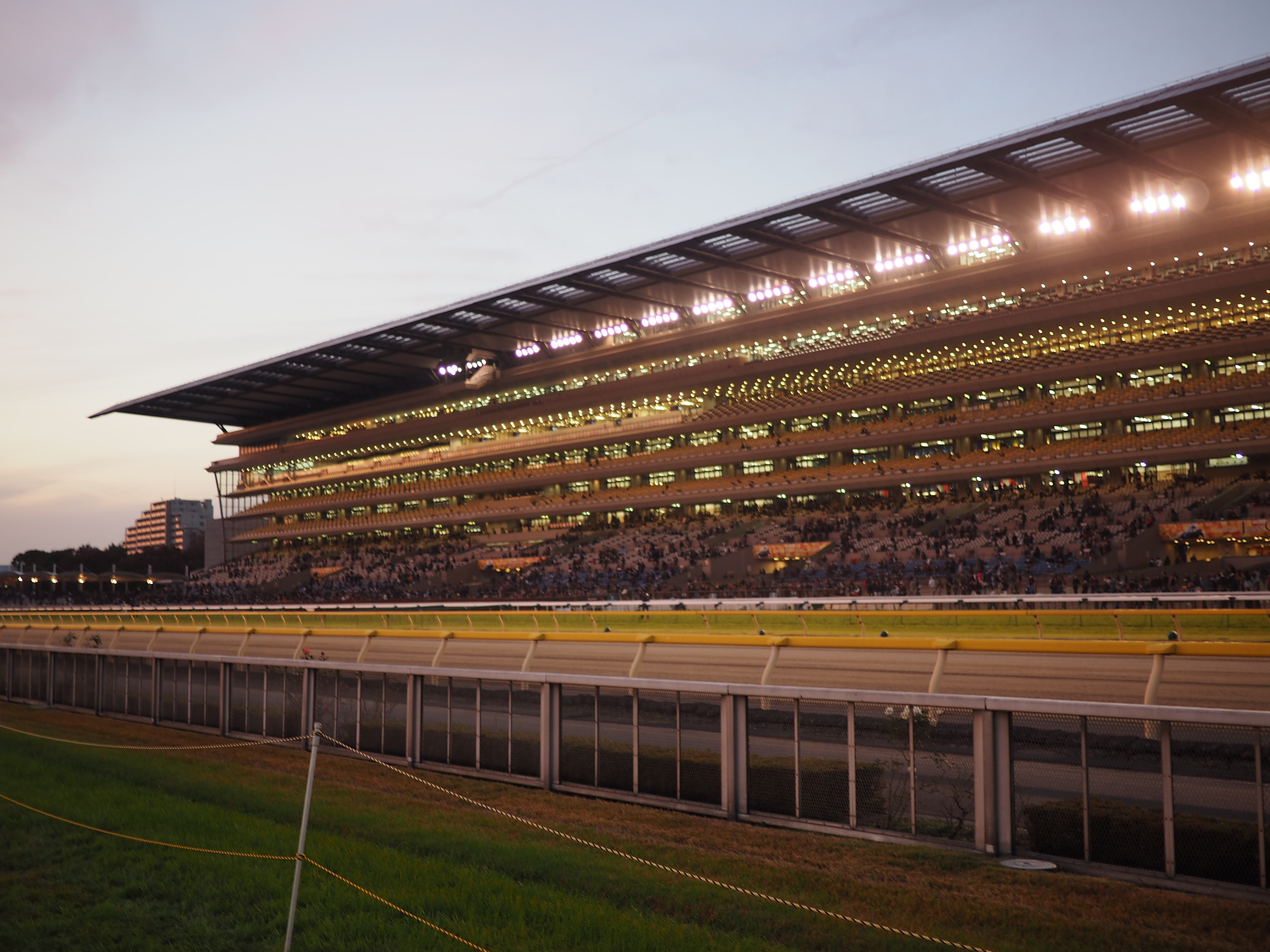
Die Pferderennbahn in Tokio am Tag des Japan Cup

Der Streckenrekord von 2:12 wurde 2002 vom europäischen Pferd Falbrav aufgestellt, das unter Frankie Dettori als einziger Sieger unter 2:20 blieb.
Seit dem Gewinn von Deep Impact im Jahr 2006, sind japanische Pferde in diesem Rennen ungeschlagen. Im Jahr 2023 gewann der  japanische Hengst Equinox das Rennen vor 140.000 Zuschauern und baute damit nicht nur die Siegesserie japanischer Pferde aus, sondern krönte sich auch zum besten Rennpferd der Welt.

## Sieger
| Jahr | Sieger           | Land               | Alter | Jockey               | Trainer                | Besitzer                     | Zeit   |
| ---- | ---------------- | ------------------ | ----- | -------------------- | ---------------------- | ---------------------------- | ------ |
| 1981 | Mairzy Doates    | Vereinigte Staaten | 5     | Cash Asmussen        | John Fulton            | Arno Schefler                | 2:25.3 |
| 1982 | Half Iced        | Vereinigte Staaten | 3     | Don MacBeth          | Stanley M. Hough       | Bertram R.& Diana Firestone  | 2:27.1 |
| 1983 | Stanerra         | Irland             | 5     | Brian Rouse          | Frank Dunne            | Frank Dunne                  | 2:27.6 |
| 1984 | Katsuragi Ace    | Japan              | 4     | Katsuichi Nishiura   | Kazumi Domon           | Ichizo Node                  | 2:26.3 |
| 1985 | Symboli Rudolf   | Japan              | 4     | Yukio Okabe          | Yuji Nohira            | Symboli Bokujo               | 2:28.8 |
| 1986 | Jupiter Island   | Irland             | 7     | Pat Eddery           | Clive Brittain         | Marquess of Tavistock        | 2:25.0 |
| 1987 | Le Glorieux      | Frankreich         | 3     | Alain Lequeux        | Robert Collet          | Sieglinde Wolf               | 2:24.9 |
| 1988 | Pay the Butler   | Vereinigte Staaten | 4     | Chris McCarron       | Robert J. Frankel      | Edmund A. Gann               | 2:25.5 |
| 1989 | Horlicks         | Neuseeland         | 6     | Lance O’Sullivan     | Dave O’Sullivan        | Graham de Gruchy             | 2:22.2 |
| 1990 | Better Loosen Up | Australien         | 5     | Michael Clarke       | David A. Hayes         | Gabe Farrah et al.           | 2:23.2 |
| 1991 | Golden Pheasant  | Vereinigte Staaten | 5     | Gary Stevens         | Charles E. Whittingham | Bruce McNall / Wayne Gretzky | 2:24.7 |
| 1992 | Tokai Teio       | Japan              | 4     | Yukio Okabe          | Shoichi Matsumoto      | Masanori Uchimura            | 2:24.6 |
| 1993 | Legacy World     | Japan              | 4     | Hiroshi Kawachi      | Hideyuki Mori          | Horse Tajima Co.             | 2:24.4 |
| 1994 | Marvelous Crown  | Japan              | 4     | Katsumi Minai        | Makoto Osawa           | Sadao Sasahara               | 2:23.6 |
| 1995 | Lando            | Deutschland        | 5     | Michael Roberts      | Heinz Jentzsch         | Gestüt Haus Ittlingen        | 2:24.6 |
| 1996 | Singspiel        | Irland             | 4     | Frankie Dettori      | Michael Stoute         | Sheikh Mohammed              | 2:23.8 |
| 1997 | Pilsudski        | Irland             | 5     | Michael Kinane       | Michael Stoute         | Lord Weinstock               | 2:25.8 |
| 1998 | El Condor Pasa   | Vereinigte Staaten | 3     | Masayoshi Ebina      | Yoshitaka Ninomiya     | Takashi Watanabe             | 2:25.9 |
| 1999 | Special Week     | Japan              | 4     | Yutaka Take          | Toshiaki Shirai        | Hiroyoshi Usuda              | 2:25.5 |
| 2000 | T M Opera O      | Japan              | 4     | Ryuji Wada           | Ichizo Iwamoto         | Masatsugu Takezono           | 2:26.1 |
| 2001 | Jungle Pocket    | Japan              | 3     | Olivier Peslier      | Sakae Watanabe         | Yomoji Saito                 | 2:23.8 |
| 2002 | Falbrav          | Irland             | 4     | Frankie Dettori      | Luciano d’Auria        | Scuderia Rencati             | 2:12.2 |
| 2003 | Tap Dance City   | Vereinigte Staaten | 6     | Tetsuzo Sato         | Shozo Sasaki           | Yushun Horse Syndicate       | 2:28.7 |
| 2004 | Zenno Rob Roy    | Japan              | 4     | Olivier Peslier      | Kazuo Fujisawa         | Shinobu Oosako               | 2:24.2 |
| 2005 | Alkaased         | Vereinigte Staaten | 5     | Frankie Dettori      | Luca Cumani            | Michael Charlton             | 2:22.1 |
| 2006 | Deep Impact      | Japan              | 4     | Yutaka Take          | Yasuo Ikee             | Kaneko Makoto Holdings Co.   | 2:25.1 |
| 2007 | Admire Moon      | Japan              | 4     | Yasunari Iwata       | Hiroyoshi Matsuda      | Darley Japan Farm Co. Ltd.   | 2:24.7 |
| 2008 | Screen Hero      | Japan              | 4     | Mirco Demuro         | Yuichi Shikato         | Teruya Yoshida               | 2:25.5 |
| 2009 | Vodka            | Japan              | 5     | Christophe Lemaire   | Katsuhiko Sumii        | Yuzo Tanimizu                | 2:22.4 |
| 2010 | Rose Kingdom     | Japan              | 3     | Yutaka Take          | Kojiro Hashiguchi      | Sunday Racing                | 2:25.2 |
| 2011 | Buena Vista      | Japan              | 5     | Yasunari Iwata       | Hiroyoshi Matsuda      | Sunday Racing Co Ltd         | 2:24.2 |
| 2012 | Gentildonna      | Japan              | 3     | Yasunari Iwata       | Sei Ishizaka           | Sunday Racing Co Ltd         | 2:23.1 |
| 2013 | Gentildonna      | Japan              | 4     | Ryan Moore           | Sei Ishizaka           | Sunday Racing Co Ltd         | 2:26.1 |
| 2014 | Epiphaneia       | Japan              | 4     | Christophe Soumillon | Katsuhiko Sumii        | U Carrot Farm                | 2:23.1 |
| 2015 | Shonan Pandora   | Japan              | 4     | Kenichi Ikezoe       | Tomokazu Takano        | Tetsuhide Kunimoto           | 2:24.7 |
| 2016 | Kitasan Black    | Japan              | 4     | Yutaka Take          | Hisashi Shimizu        | Ono Shoji                    | 2:25.8 |
| 2017 | Cheval Grand     | Japan              | 5     | Hugh Bowman          | Yasuo Tomomichi        | Kazuhiro Sasaki              | 2:23.7 |
| 2018 | Almond Eye       | Japan              | 3     | Christophe Lemaire   | Sakae Kunieda          | Silk Racing Co, Ltd          | 2:20.6 |
| 2019 | Suave Richard    | Japan              | 5     | Oisin Murphy         | Yasushi Shono          | NICKS Co, Ltd                | 2:25.9 |
| 2020 | Almond Eye       | Japan              | 5     | Christophe Lemaire   | Sakae Kunieda          | Silk Racing Co, Ltd          | 2:23.0 |
| 2021 | Contrail         | Japan              | 4     | Yuichi Fukunaga      | Yoshito Yahagi         | Shinji Maeda                 | 2:24.7 |
| 2022 | Vela Azul        | Japan              | 5     | Ryan Moore           | Kunihiko Watanabe      | U Carrot Farm                | 2.23.7 |

1. ↑  2002 wurde das Rennen auf dem Nakayama Racecourse über 2200 m gelaufen.
2. ↑  Rose Kingdom beendete das Rennen als Zweiter, wurde aber durch die Disqualifikation von Buena Vista zum Sieger erklärt.